# نقطة لامدا

منحنى الحرارة النوعية للهيليوم وتغيرها مع درجة الحرارة

نقطة لامدا في الفيزياء (بالإنجليزية: Lambda point) هي درجة حرارة نحو 2.17 كلفن يتحول أسفل منها الهيليوم السائل (حالة الهيليوم I) إلى الهيليوم فائق الميوعة، وتسمى تلك الحالة حالة الهيليوم II .
كما توجد نقطة لامبدا أخرى أقل منها عند 172و2 تحت 0.0497 ضغط جوي.
وقد سميت درجة الحرارة هذه بهذا الاسم نظرا لشكل منحنى تغير الحرارة النوعية للهيليوم عندا، فهو يشبه الحرف اليوناني 
[[Lambda "λ", حيث ترتفع الحرارة النوعية عندا للهيليوم إلى «مالانهاية».

## عناصر تبدي ميوعة فائقة
أكثر النطائر التي تبدي خاصية الميوعة الفائقة هو الهيليوم-4 ، وهو يسمى في هذه الحالة الهيليوم II ، حيث يظهر حالة الميوعة الفائقة عند درجة حرارة أقل من 1768و2 كلفن تحت ضغط 5036 باسكال. كما أظهر فيما بعد أيضا النظير هيليوم-3 والليثيوم-6 حالة الميوعة الفائقة النادرة بين العناصر. 
.

## اقرأ أيضا
- الهيليوم
- ميوعة فائقة
- توصيل فائق